# 銀裂腹魚
銀裂腹鱼（学名：Schizothorax argentatus）为輻鰭魚綱鯉形目鲤科的其中一種。分布於亞洲哈薩克巴爾喀什湖及中國新疆維吾爾自治區伊犁河流域，體長可達到38.8公分，棲息在礫石底質的水域。